# Bodo Rasch
Bodo Rasch (* 17. Februar 1903 in Elberfeld; † 27. Dezember 1995 in Leinfelden-Echterdingen) war ein deutscher Architekt und Möbeldesigner.

## Leben

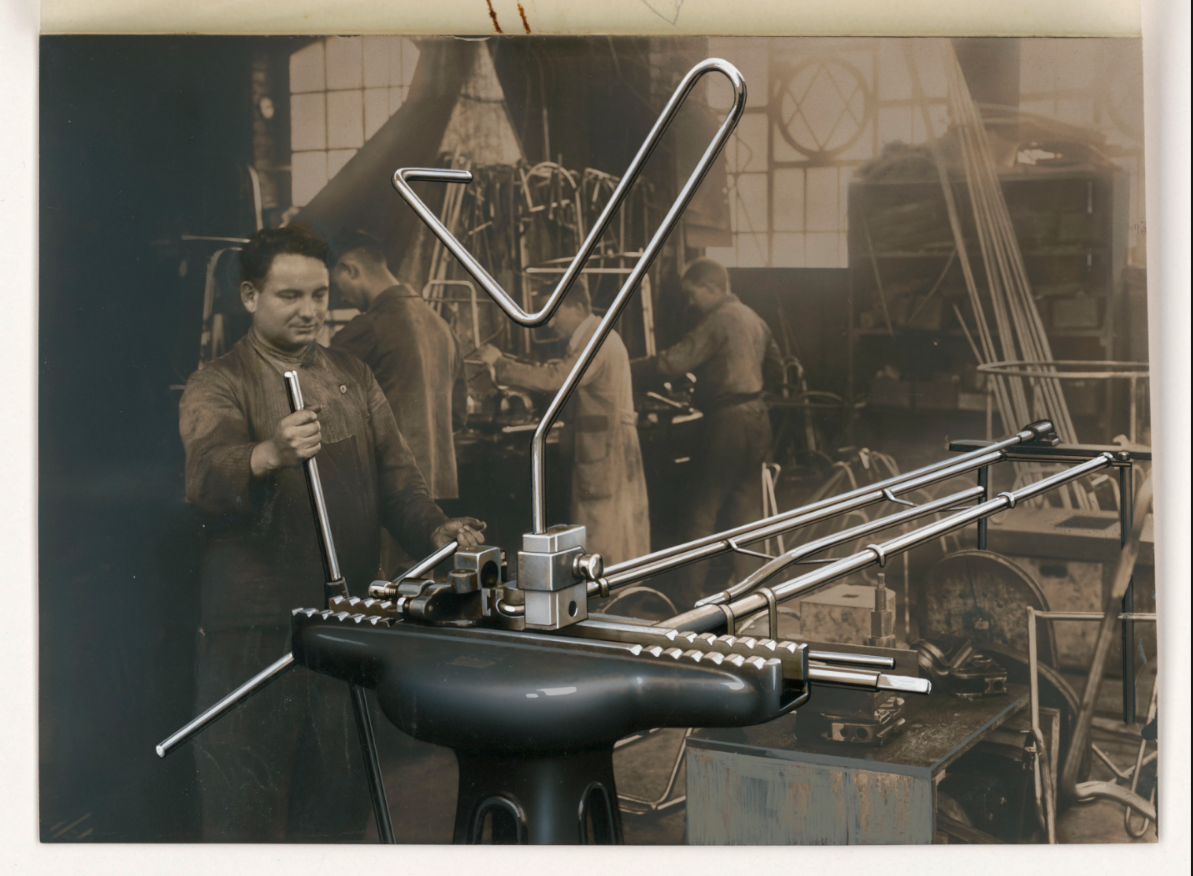
Herstellung Stahlrohrmöbel („Brüder Rasch Hochbau, Möbelbau, Werbebau“ Stuttgart) Fotografie (Originalabzug) 1931

Nach dem Schulabschluss in Elberfeld machte er zunächst eine Lehre als Forstwirt und studierte ab 1922 an der Landwirtschaftlichen Hochschule Hohenheim, arbeitete allerdings bereits nebenbei als Schreiner.
1926 gründete er mit seinem Bruder Heinz Rasch die Firma „Brüder Rasch Hochbau, Möbelbau, Werbebau“ in Stuttgart, die sich dem Entwurf von Stühlen und Kleinmöbeln verschrieb und im folgenden Jahr eine der Wohnungen in der Weißenhofsiedlung ausstatten durfte. Die Brüder teilten sich bis 1930 ein gemeinsames Atelier. Obwohl es nur vier Jahren waren, gilt die Zeit als produktiv und stilprägend. 
In dieser Zeit erschienen auch die drei unterschiedlichen Ausgaben des Buchs „Wie Bauen?“. Die Erstausgabe von 1927 stand ganz im Kontext von Bau und Einrichtung der Weißenhofsiedlung, war aber ziemlich werblich ausgerichtet, während die Ausgabe 1928 noch stärker den Fokus auf Materialien und Konstruktionen legte und die industrielle Produktion in den Blick nahm. Die dritte Ausgabe 1929 ist hingegen eher eine Neuauflage und unterscheidet sich bis auf das Cover kaum von der zweiten.
Nach dem Militärdienst geriet Bodo Rasch 1945 in französische Kriegsgefangenschaft und lernte dort den Maler Otto Dix kennen.
1946 erfolgte die Gründung eines eigenständigen Architekturbüros in Stuttgart. Dort machte er sich im Rahmen des Wiederaufbaus einen Namen. In seiner späten Schaffenszeit war er hauptsächlich mit sehr modernen Entwürfen beschäftigt, deren Umsetzbarkeit teilweise fraglich bleibt. Mit seinem Konzept des "Großrelais" entwickelte er eine für die späten 1960er Jahre städtebaulich visionäre Idee, nach der Innenstädte weitgehend vom Autoverkehr befreit werden, indem Park-and-Ride-Stationen für S-Bahnen eingerichtet werden. Diese sollten nicht nur Parkhäuser zum Umstieg sein, sondern tatsächliche Verkehrsknotenpunkte, an denen eine Überbauung der Gleise mit Hochhäusern stattfinden sollte.
Während der Weimarer Republik zählte Bodo Rasch zu den avantgardistischsten Möbel-Designern. Als Architekt, Ideen- und Impulsgeber prägte er Stuttgart, wo er einen Großteil seiner Schaffenszeit verbrachte, maßgeblich. Dort setzte er sich unter anderem für die Renovierung und Instandsetzung der Weißenhofsiedlung ein. Auf seine Initiative geht die Einordnung der Siedlung als schützenswertes Denkmal 1958 zurück.
Bodo Rasch war mit der Malerin Lilo Rasch-Naegele verheiratet. Ihr gemeinsamer Sohn Mahmoud Bodo Rasch wurde ebenfalls Architekt, die Tochter Aiga Rasch war Illustratorin, Grafikerin und Malerin und entwarf die Titelbilder der Jugendbuchreihe Die drei ???.